# Maleise bonte waaierstaart
De Maleise bonte waaierstaart (Rhipidura javanica) is een zangvogel uit de familie Rhipiduridae (waaierstaarten). De vogel komt voor in Zuidoost-Azië en de Grote Soenda-eilanden.

## Kenmerken
De vogel is 17,5 tot 19,5 cm lang en weegt 14 tot 19. De vogel is overwegend donkergrijs tot zwart. De ondersoort R. j. longicauda is donkerder van boven dan de nominaat. Kenmerkend is de smalle witte wenkbrauwstreep, daaronder een zwart "masker" rond het oog en dan een smalle witte keelvlek met daaronder een zwarte borstband en verder een hagelwitte borst en buik. De uiteinden van de staartveren zijn wit.

## Verspreiding en leefgebied
De Maleise bonte waaierstaart is een algemene vogel van open landschappen, tuinen, plantages, mangrovebos en secundair bos, zowel in laagland als in heuvelland. Er worden twee ondersoorten onderscheiden:
- R. j. longicauda: Zuidoost-Azië, Sumatra, Borneo en omliggende eilanden.
- R. j. javanica: Java en Bali.

## Status
De grootte van de populatie is niet gekwantificeerd maar de soort wordt omschreven als algemeen tot zeer algemeen. Op de Rode lijst van de IUCN heeft deze soort de status niet bedreigd.